# Skuggmorell

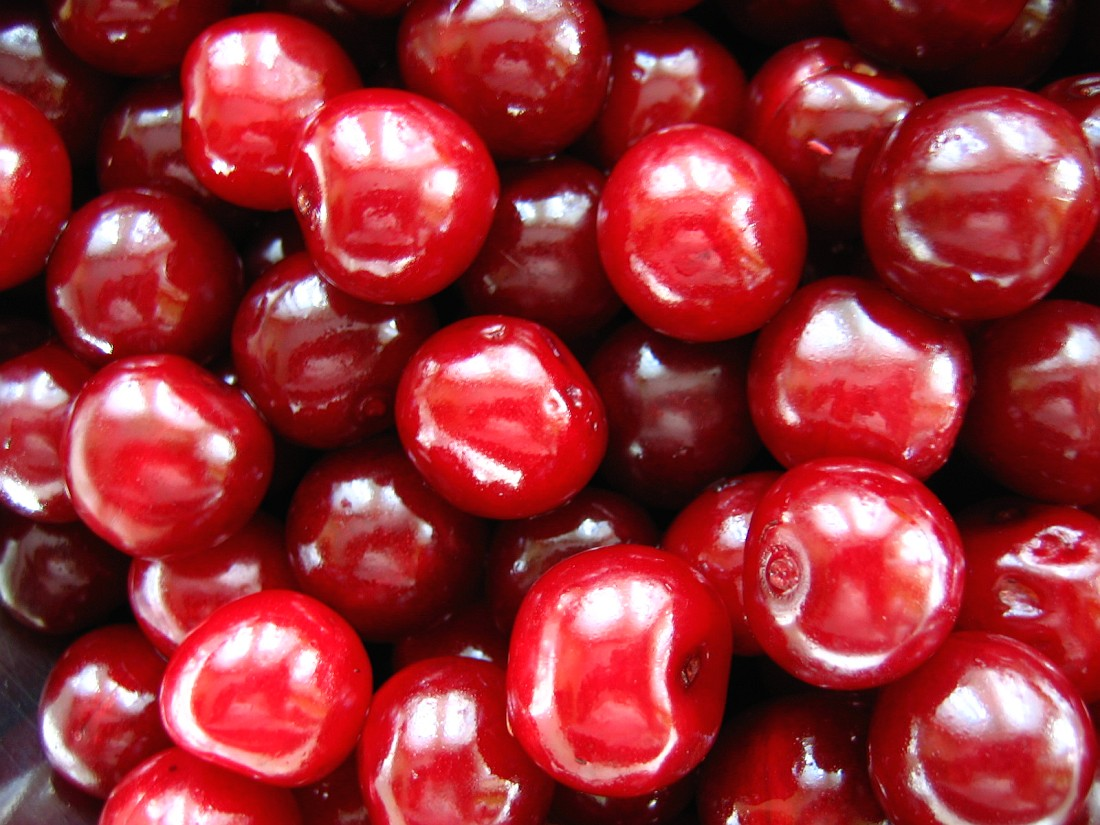

Skuggmorell är en variant av surkörsbär tillhörande familjen rosväxter. Skuggmorell är en stenfrukt vars ursprung är oklart, men är liksom andra körsbär släkt med plommonen.

## Beskrivning
Trädet växter först måttligt kraftigt, men sedan de tidigt inträdande och rika skördarna börjat, avstannar det hastigt. Angrepp av fruktmögel kan förekomma. Frukten är medelstor, mörkröd, tämligen lös, sur hushållsfrukt, mogen i början av augusti. Även på skuggig plats (som väggar mot norr) och under ogynnsamma betingelser lämnar den ej sällan god avkastning. Trädet fordrar ett avstånd av 5x5 m och lämpar sig utmärkt även till spaljéodling. Förordas till odling inom odlingszonerna I-V. Sorten är självfertil.